# Eva Herzigova

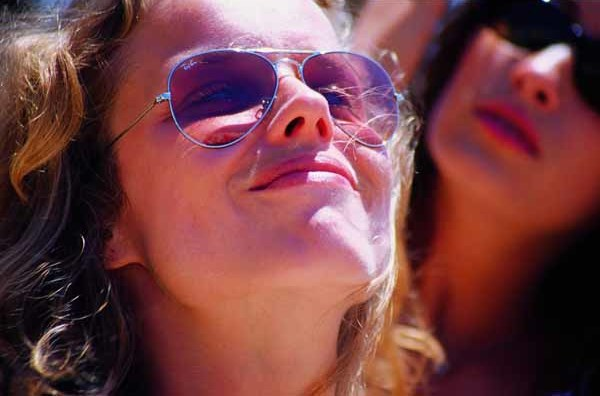
Eva Herzigova i Cannes 2000.

Eva Herzigova, född 10 mars 1973 i Litvínov, är en tjeckisk fotomodell.